# Severo-jižní spojení (Brusel)

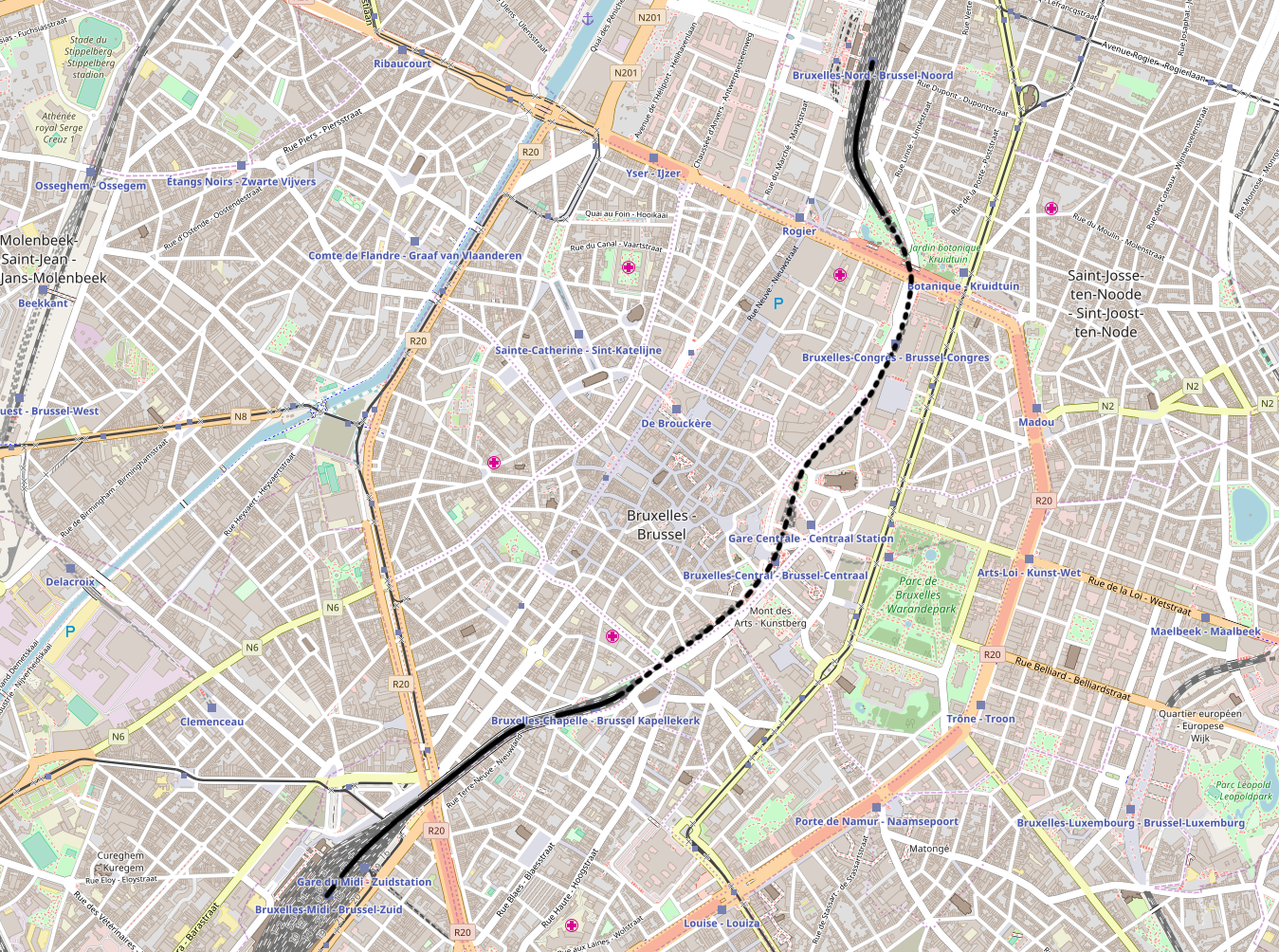
V belgické železniční síti je severo-jižní spojení označeno číslem 0.

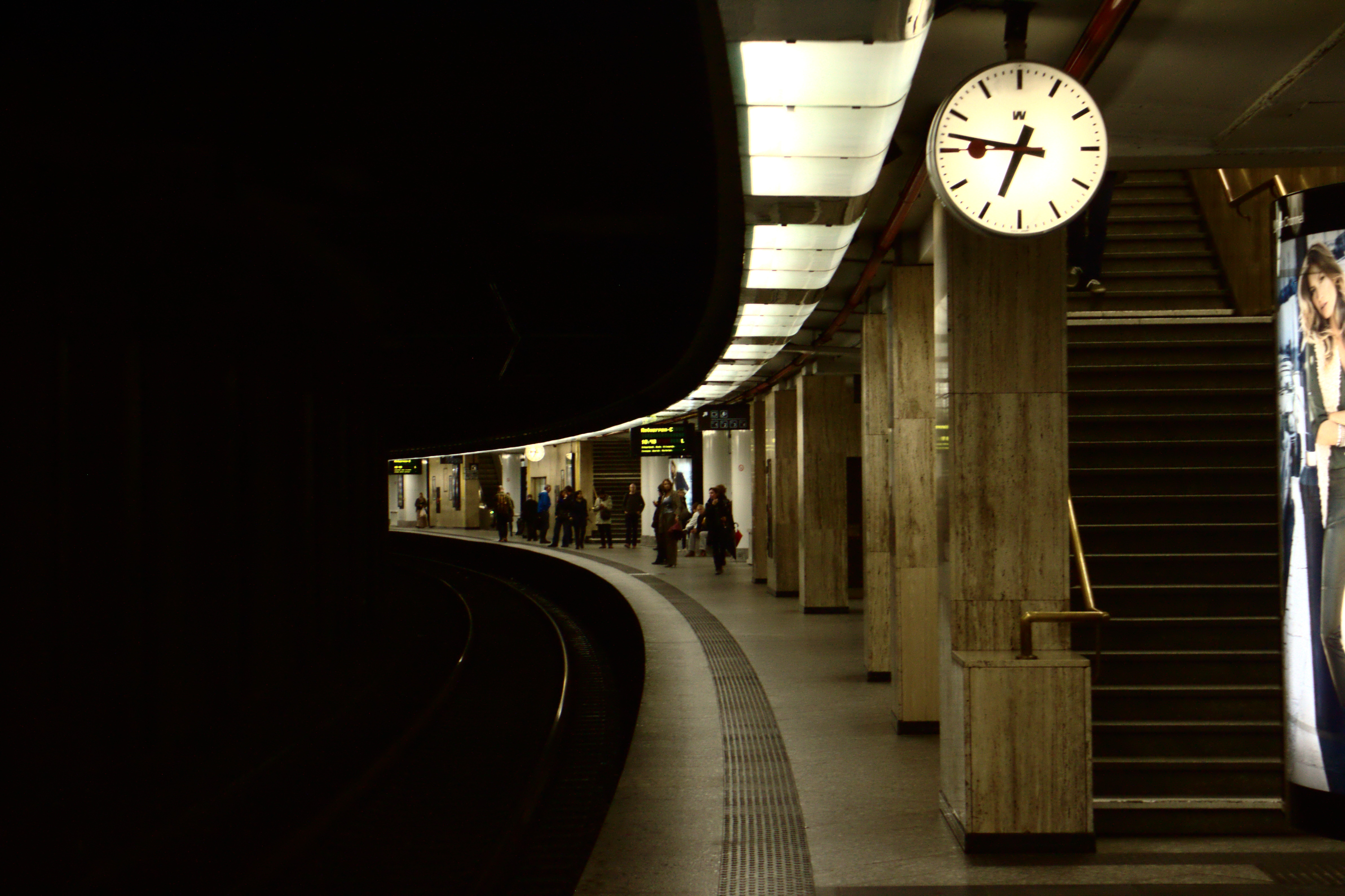
Nástupiště podzemního Centrálního nádraží.

Severo-jižní spojení představuje základní železniční osu v belgické metropoli Bruselu. Je vedeno tunelem, který na severní straně začíná u botanické zahrady a končí u kapelního kostela. Dlouhé je 3,8 km a dokončeno bylo roku 1952. Spojení tvoří tři vedle sebe paralelně vedené dvoukolejné tunely. Tratí projede denně na 1200 vlaků.
Na severo-jižním spojení se nacházejí tři nádraží:
- Centrální nádraží (které slouží de facto jako hlavní nádraží metropole)
- Brusel Kongres
- Brusel Chapelle

V současné době slouží spojení pro osobní vlaky, především celobelgického významu. Některé mezistátní vlaky (ICE, Thalys a TGV) nicméně pouze zajíždějí buď na severní (z Německa) nebo na jižní (z Francie a Velké Británie) nádraží. Nákladní vlaky jezdí tímto spojením málokdy, především z toho důvodu, aby nezvyšovaly vytížení trati. Brusel objíždějí většinou po trati č. 26.

## Historie
Výstavba moderního spojení severního a jižního nádraží byla plánována již před první světovou válkou. Rozhodnutí padlo ještě v prvním desetiletí 20. století; roku 1911 byla výstavba zahájena. Jeho dokončení však znemožnila následně i Velká hospodářská krize a druhá světová válka. Stavební práce byly dokončeny až na přelomu 40. a 50. let. Dělníci, kteří zbudovali tento tunel vyhloubili celkem 1 milion m3 zeminy, do země zakotvili 85 km betonových pilotů. Na stavbu bylo také spotřebováno 45 000 tun oceli a 742 000 tun železobetonu. Slavnostní otevření stavby se uskutečnilo dne 5. října 1952 za přítomnosti belgického krále Baudouina I.